# Santa Inés (Burgos)
Santa Inés ist eine Gemeinde (municipio) mit 155 Einwohnern (Stand: 2024) in der nordspanischen Provinz Burgos in der Autonomen Gemeinschaft Kastilien-León.

## Lage
Santa Inés liegt etwa 40 Kilometer südlich von Burgos in einer Höhe von etwa 860 Metern ü. d. M.  Der Arlzanza begrenzt die Gemeinde im Süden. 

## Bevölkerungsentwicklung
| Jahr      | 1930 | 1940 | 1950 | 1960 | 1970 | 1981 | 1991 | 2001 | 2011 | 2021 |
| Einwohner | 527  | 549  | 573  | 523  | 382  | 268  | 210  | 198  | 143  | 147  |

## Wirtschaft
Die Gegend ist weitgehend von Landwirtschaft, Weinbau und der Schafszucht geprägt.

## Sehenswürdigkeiten
- Die Kirche der Heiligen Justus und Pastor (Iglesia de los Santos Justos y Pastor) ist insbesondere durch die Altäre im Inneren sehenswert
- Einsiedelei San Sebastian

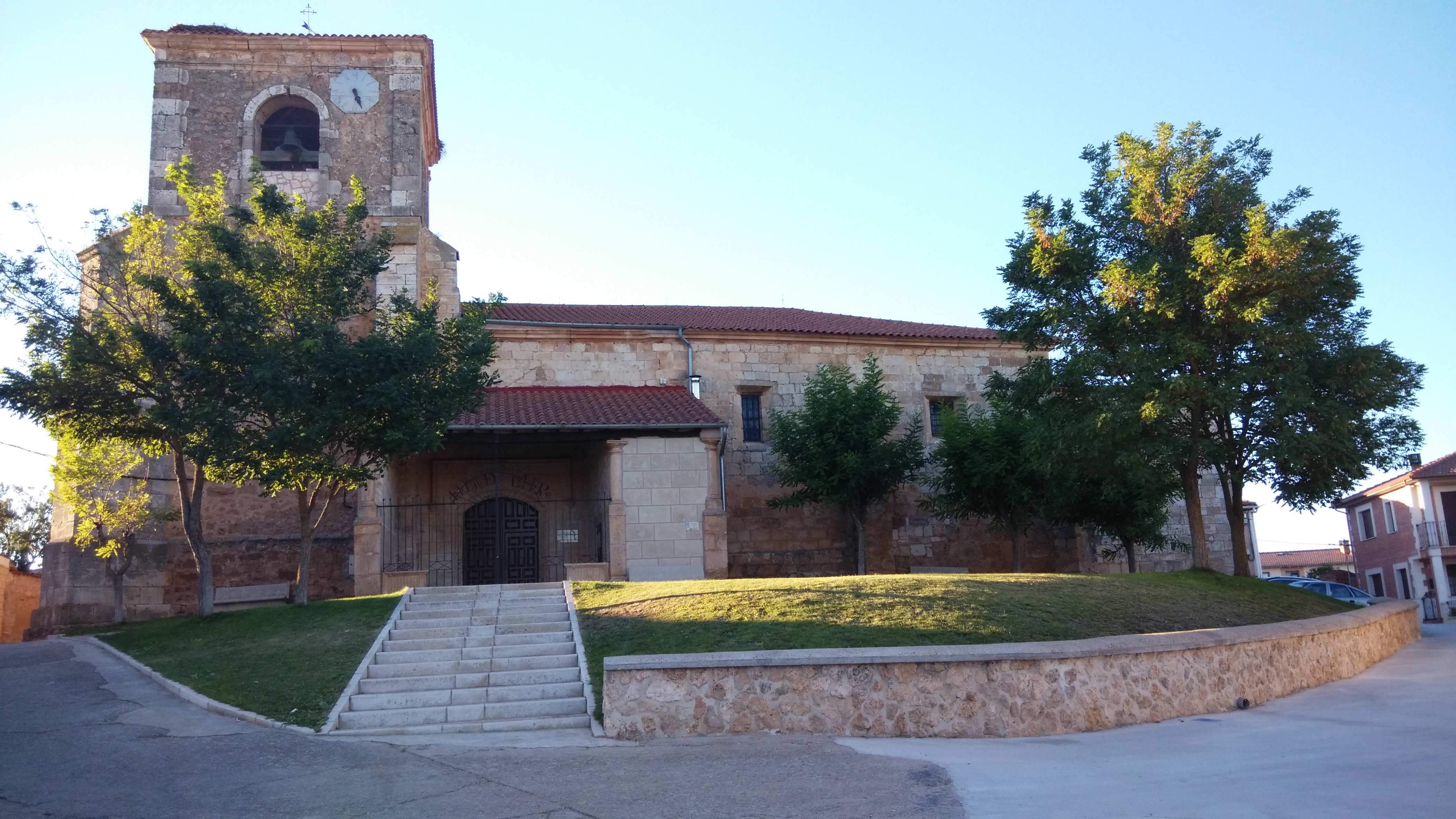
Iglesia de los Santos Justos y Pastor